# Souad Yahiaoui
Pour les articles homonymes, voir Yahiaoui.
Souad Yahiaoui, née le 5 août 1977 à Cherchell, est une tireuse sportive algérienne.

## Carrière
Souad Yahiaoui remporte aux Championnats d'Afrique de tir 2010 à Tipaza la médaille d'argent en carabine à air comprimé à 10 mètres.
Elle est médaillée d'argent en carabine à air comprimé à 10 mètres par équipes aux championnats d'Afrique 2015 au Caire.